# Ерёменко, Александр Лукич
Александр Лукич Ерёменко (1913 — 1986) — советский военнослужащий, помощник командира взвода 1373-го стрелкового полка (416-я стрелковая дивизия, 5-я ударная армия, вначале 3-й Украинский фронт, затем 1-й Белорусский фронт) старшина.

## Биография
Родился в крестьянской семье в селе Великая Александровка Херсонского уезда, Херсонской губернии. В 1930 году окончил 7 классов школы. В 1932 году был призван в ряды Красной армии. Окончил там полковую школу. В 1935 году окончил курсы финансовых работников в Одессе. Работал главным бухгалтером райфинотдела в селе Волонтировка в Молдавии. Затем вернулся на родину.
Вновь Большеалександровским райвоенкоматом Николаевской области был призван в Красную армии в марте 1944 года. С того же времени на фронтах Великой Отечественной войны.
Младший сержант Ерёменко 20 июня 1944 года, находясь обороне на левом берегу Днестра в районе села Шерпены во время разведки боем разведал местность, а затем повёл подразделение вперёд. Первым ворвался в траншею противника, броском противотанковой гранаты уничтожил 2 солдат противника и 4 ранил. Когда командир взвода был ранен, принял командование взводом на себя и отразил 3 контратаки противника. 23 июля 1944 года при отражении контратаки противника Ерёменко на себе доставил боеприпасы на передний край, чем способствовал быстрейшему отражению контратаки. В этом бою он был ранен, но с поля боя не ушёл до отражения контратак противника. Приказом по 416 стрелковой дивизии от 7 августа 1944 года он был награждён орденом Славы 3-й степени.
Младший сержант Ерёменко в бою за овладение городом Котовский (в настоящее время Хынчешть в Молдавии) первым ворвался в город и уничтожил 2 солдат и одного офицера противника. Продвигаясь со взводом по городу, овладел господствующей высотой, где размещалась пулемётная точка противника, мешавшая продвижению по городу стрелковых подразделения РККА. Приказом по 5-й ударной армии от 5 сентября 1944 года он был награждён орденом Славы 2-й степени.
Старший сержант Ерёменко на плацдарме на левом берегу реки Одер при прорыве сильно укреплённой линии обороны противника 22 марта 1945 года первым с группой бойцов ворвался в траншеи противника, забросал его гранатами, уничтожив пулемёт и 8 солдат противника и ещё 6 солдат захватил в плен. Приказом по 416 стрелковой дивизии от 13 апреля 1945 года был награждён орденом Красной Звезды.
Старшина Ерёменко в боях на плацдарме на левом берегу Одера в районе Блайн севернее города Кюстрин-Киц 19 февраля 1945 года, когда противник предпринял атаку, поддержанную 9 танками и 6 самоходными пушками, и был ранен командир взвода, он принял командование взводом на себя. Взвод под его командованием из ружей ПТР подбил один средний танк и 2 самоходных пушки. Лично подбил танк и уничтожил пулемётную точку противника, а когда дело дошло до рукопашной, из своего автомата уничтожил 12 солдат противника. Указом Президиума Верховного Совета СССР от 31 мая 1945 года Ерёменко был награждён орденом Славы 1-й степени.
Старшина Ерёменко во время боёв за овладение Берлином 22 апреля 1945 года на подступах к городу выстрелами из фаустпатрона уничтожил 8 солдат противника и 19 взял в плен. Во время боя был обожжён выстрелами фаустпатронов противника, но поля боя не покинул и продолжал громить противника. Приказом по 32-му стрелковому корпусу от 7 июня 1945 года он был награждён орденом Отечественной войны 1-й степени.
Был демобилизован в октябре 1945 года в звании старшины. Вернулся на родину. В 1957 году окончил Одесский финансово-кредитный техникум. Работал главным бухгалтером Великоалександровского райфинотдела, затем в колхозе.
В 1985 году в ознаменование 40-летия Победы он был награждён вторым орденом Отечественной войны 1-й степени.
Скончался 29 декабря 1986 года.